# ساندرسون
ساندرسون (بالإنجليزية: Sanderson)‏ هي مدينة أمريكية تقع في ولاية تكساس.تبلغ مساحة هذه المدينة 10.8 (كم²)،ويبلغ عدد سكانها 861 نسمة حسب إحصاء سنة 2010 م. تشير إحصاءات سنة 2000م بأن الكثافة السكانية في هذه المدينة تقدر بـ(79.4) نسمة/كم2.

## التركيبة السكانية
حدّد مكتب تعداد الولايات المتحدة بيانات التركيبة السكانية لساندرسون في تعداد الولايات المتحدة. في ما يلي، التركيبة السكانية حسب تعدادي 2000 و2010.

### تعداد عام 2000
بلغ عدد سكان ساندرسون 861 نسمة بحسب تعداد عام 2000، وبلغ عدد الأسر 356 أسرة وعدد العائلات 237 عائلة مقيمة في المنطقة السكنية. في حين سجلت الكثافة السكانية 79.7 نسمة لكل كيلومتر مربع (206.4/ميل2). وبلغ عدد الوحدات السكنية 635 وحدة بمتوسط كثافة قدره 58.8 لكل كيلومتر مربع (152.3/ميل2).
وتوزع التركيب العرقي للمنطقة السكنية بنسبة 86.88% من البيض و2.09% من الأمريكيين الأصليين و0.70% من الأمريكيين ذوي الأصول الآسيوية و9.18% من الأعراق الأخرى و1.16% من عرقين مختلطين أو أكثر و51.45% من الهسبانيون أو اللاتينيون من أي عرق.
بلغ عدد الأسر 356 أسرة كانت نسبة 33.1% منها لديها أطفال تحت سن الثامنة عشر تعيش معهم، وبلغت نسبة الأزواج القاطنين مع بعضهم البعض 53.4% من أصل المجموع الكلي للأسر، ونسبة 8.4% من الأسر كان لديها معيلات من الإناث دون وجود شريك، بينما كانت نسبة 4.8% من الأسر لديها معيلون من الذكور دون وجود شريكة وكانت نسبة 33.4% من غير العائلات. تألفت نسبة 32% من أصل جميع الأسر من عدة أفراد يعيشون في نفس المنزل ونسبة 18.5% كانت تتألف من شخص يعيش بمفرده يبلغ من العمر 65 عاماً أو أكثر. وبلغ متوسط حجم الأسرة المعيشية 2.42، أما متوسط حجم العائلات فبلغ 3.08.
بلغ العمر الوسطي للسكان 43.0 عاماً. وكانت نسبة 25.9% من القاطنين تحت سن الثامنة عشر، وكانت نسبة 5.6% بين الثامنة عشر والرابعة والعشرين عاماً، ونسبة 22.1% كانت واقعةً في الفئة العمرية ما بين الخامسة والعشرين والرابعة والأربعين عاماً، ونسبة 26.4% كانت ما بين الخامسة والأربعين والرابعة والستين، ونسبة 20.1% كانت ضمن فئة الخامسة والستين عاماً فما فوق. يوجد لكل 100 أنثى 97.0 ذكر، ويوجد لكل 100 أنثى في الثامنة عشر من عمرها فما فوق 92.2 ذكر.
بلغ متوسط دخل الأسرة في المنطقة السكنية 23,594 دولارًا، أما متوسط دخل العائلة فبلغ 29,500 دولارًا. وكان متوسط دخل الذكور 22,946 دولارًا مقابل 14,453 دولارًا للإناث. وسجل دخل الفرد الخاص بالمنطقة السكنية 13,714 دولارًا. وكانت نسبة 21.8% من العائلات ونسبة 26.9% من السكان تحت خط الفقر، وكان من هؤلاء نسبة 35.5% تحت سن الثامنة عشر ونسبة 31.4% في الخامسة والستين من العمر وما فوق.

### تعداد عام 2010
بلغ عدد سكان ساندرسون 837 نسمة بحسب تعداد عام 2010، وبلغ عدد الأسر 370 أسرة وعدد العائلات 214 عائلة مقيمة في المنطقة السكنية. في حين سجلت الكثافة السكانية 77.5 نسمة لكل كيلومتر مربع (200.7/ميل2). وبلغ عدد الوحدات السكنية 542 وحدة بمتوسط كثافة قدره 50.2 لكل كيلومتر مربع (130.0/ميل2).
وتوزع التركيب العرقي للمنطقة السكنية بنسبة 84.71% من البيض و0.36% من الأمريكيين الأفارقة و0.60% من الأمريكيين الأصليين و0.36% من الأمريكيين ذوي الأصول الآسيوية و12.90% من الأعراق الأخرى و1.08% من عرقين مختلطين أو أكثر و51.37% من الهسبانيون أو اللاتينيون من أي عرق.
بلغ عدد الأسر 370 أسرة كانت نسبة 25.9% منها لديها أطفال تحت سن الثامنة عشر تعيش معهم، وبلغت نسبة الأزواج القاطنين مع بعضهم البعض 47.3% من أصل المجموع الكلي للأسر، ونسبة 6.2% من الأسر كان لديها معيلات من الإناث دون وجود شريك، بينما كانت نسبة 4.3% من الأسر لديها معيلون من الذكور دون وجود شريكة وكانت نسبة 42.2% من غير العائلات. تألفت نسبة 37.8% من أصل جميع الأسر من عدة أفراد يعيشون في نفس المنزل ونسبة 19.2% كانت تتألف من شخص يعيش بمفرده يبلغ من العمر 65 عاماً أو أكثر. وبلغ متوسط حجم الأسرة المعيشية 2.26، أما متوسط حجم العائلات فبلغ 3.00.
بلغ العمر الوسطي للسكان 44.8 عاماً. وكانت نسبة 22.3% من القاطنين تحت سن الثامنة عشر، وكانت نسبة 5.7% بين الثامنة عشر والرابعة والعشرين عاماً، ونسبة 22.1% كانت واقعةً في الفئة العمرية ما بين الخامسة والعشرين والرابعة والأربعين عاماً، ونسبة 28.9% كانت ما بين الخامسة والأربعين والرابعة والستين، ونسبة 20.9% كانت ضمن فئة الخامسة والستين عاماً فما فوق. وتوزع التركيب الجنسي للسكان بنسبة 51.6% ذكور و48.4% إناث.

## المناخ
يظهر الجدول التالي التغييرات المناخية على مدار السنة لساندرسون:
| البيانات المناخية لـساندرسون                                       | البيانات المناخية لـساندرسون | البيانات المناخية لـساندرسون | البيانات المناخية لـساندرسون | البيانات المناخية لـساندرسون | البيانات المناخية لـساندرسون | البيانات المناخية لـساندرسون | البيانات المناخية لـساندرسون | البيانات المناخية لـساندرسون | البيانات المناخية لـساندرسون | البيانات المناخية لـساندرسون | البيانات المناخية لـساندرسون | البيانات المناخية لـساندرسون | البيانات المناخية لـساندرسون |
| الشهر                                                              | يناير                        | فبراير                       | مارس                         | أبريل                        | مايو                         | يونيو                        | يوليو                        | أغسطس                        | سبتمبر                       | أكتوبر                       | نوفمبر                       | ديسمبر                       | المعدل السنوي                |
| ------------------------------------------------------------------ | ---------------------------- | ---------------------------- | ---------------------------- | ---------------------------- | ---------------------------- | ---------------------------- | ---------------------------- | ---------------------------- | ---------------------------- | ---------------------------- | ---------------------------- | ---------------------------- | ---------------------------- |
| الدرجة القصوى °ف (°م)                                              | 87 (31)                      | 94 (34)                      | 96 (36)                      | 101 (38)                     | 109 (43)                     | 110 (43)                     | 107 (42)                     | 106 (41)                     | 106 (41)                     | 102 (39)                     | 94 (34)                      | 85 (29)                      | 110 (43)                     |
| متوسط درجة الحرارة الكبرى °ف (°م)                                  | 60.8 (16.0)                  | 64.5 (18.1)                  | 72.9 (22.7)                  | 81.5 (27.5)                  | 87.3 (30.7)                  | 92.0 (33.3)                  | 92.6 (33.7)                  | 92.4 (33.6)                  | 86.9 (30.5)                  | 78.8 (26.0)                  | 69.2 (20.7)                  | 61.3 (16.3)                  | 78.4 (25.8)                  |
| المتوسط اليومي °ف (°م)                                             | 46.1 (7.8)                   | 49.6 (9.8)                   | 57.6 (14.2)                  | 66.6 (19.2)                  | 73.7 (23.2)                  | 79.6 (26.4)                  | 81.0 (27.2)                  | 80.4 (26.9)                  | 74.6 (23.7)                  | 65.1 (18.4)                  | 54.7 (12.6)                  | 46.8 (8.2)                   | 64.7 (18.2)                  |
| متوسط درجة الحرارة الصغرى °ف (°م)                                  | 31.4 (−0.3)                  | 34.8 (1.6)                   | 42.3 (5.7)                   | 51.7 (10.9)                  | 60.2 (15.7)                  | 67.3 (19.6)                  | 69.4 (20.8)                  | 68.4 (20.2)                  | 62.3 (16.8)                  | 51.4 (10.8)                  | 40.2 (4.6)                   | 32.3 (0.2)                   | 51.0 (10.6)                  |
| أدنى درجة حرارة °ف (°م)                                            | 7 (−14)                      | 4 (−16)                      | 12 (−11)                     | 22 (−6)                      | 37 (3)                       | 40 (4)                       | 49 (9)                       | 54 (12)                      | 40 (4)                       | 21 (−6)                      | 12 (−11)                     | 3 (−16)                      | 3 (−16)                      |
| معدل هطول الأمطار إنش (مم)                                         | 0.46 (12)                    | 0.54 (14)                    | 0.42 (11)                    | 0.79 (20)                    | 1.62 (41)                    | 1.73 (44)                    | 1.42 (36)                    | 1.50 (38)                    | 2.14 (54)                    | 1.49 (38)                    | 0.59 (15)                    | 0.42 (11)                    | 13.12 (334)                  |
| متوسط تساقط الثلوج إنش (سم)                                        | 0.2 (0.51)                   | 0.0 (0.0)                    | 0.1 (0.25)                   | 0.0 (0.0)                    | 0.0 (0.0)                    | 0.0 (0.0)                    | 0.0 (0.0)                    | 0.0 (0.0)                    | 0.0 (0.0)                    | 0.0 (0.0)                    | 0.0 (0.0)                    | 0.1 (0.25)                   | 0.4 (1.01)                   |
| متوسط الأيام الممطرة (≥ 0.01 in)                                   | 3                            | 3                            | 2                            | 2                            | 4                            | 4                            | 3                            | 4                            | 5                            | 4                            | 2                            | 2                            | 38                           |
| المصدر: Western Regional Climate Center، Desert Research Institute |                              |                              |                              |                              |                              |                              |                              |                              |                              |                              |                              |                              |                              |